# Алерт
Але́рт (англ. Alert [ə'lɜːt]) — самое северное поселение в мире. В 2005 году в Алерте постоянно проживало 5 человек, не считая военных (около 70 чел.), служащих на канадской военной базе, и сотрудников метеорологической станции. По состоянию на 2021 год в Алерте не осталось постоянно проживающего населения; тем не менее, всегда присутствует сменяющийся военный и научно-исследовательский персонал. В Алерте расположен самый северный аэропорт под названием «Аэропорт Алерта», он был построен в 1950 году и по сей день функционирует как военный аэропорт.
Алерт расположен на острове Элсмир территории Нунавут, Канада, всего в 817 км от Северного полюса. Аналогичное постоянное поселение, датская станция Норд в северо-восточной части Гренландии, находится от Северного полюса на расстоянии 924 км. Относится к региону Крайнего Севера.

## История

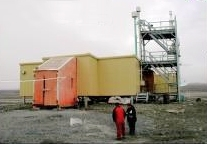
Метеостанция в посёлке Алерт

Алерт на карте Арктики

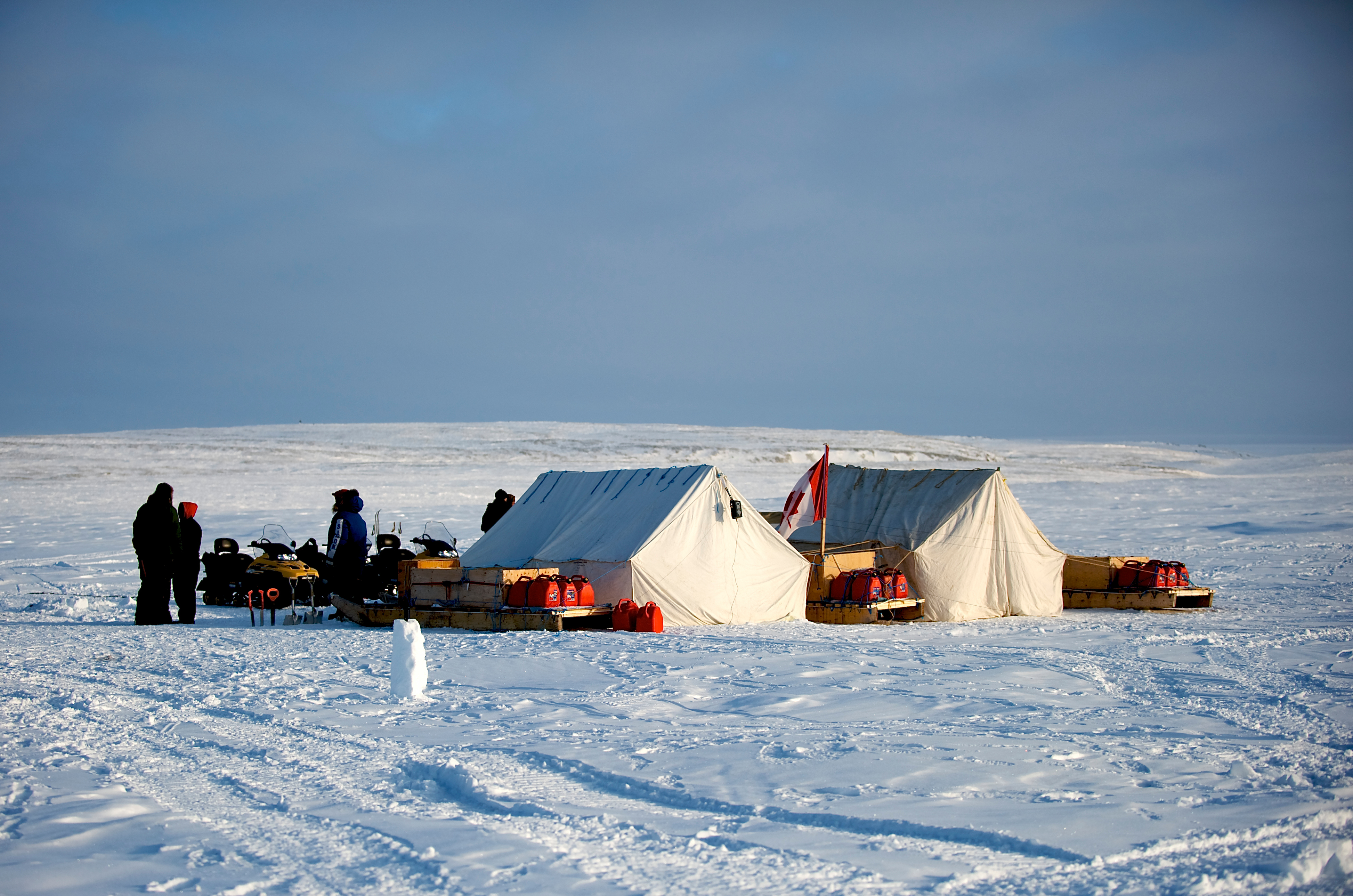
Лагерь Канадских рейнджеров

Посёлок назван в честь британского военного корабля HMS Alert, который зимовал в 10 км от современной базы в зиму 1875—1876 года. Капитан корабля, Джордж Нейрз, и его команда — первые исторически задокументированные европейцы, достигшие северной оконечности острова Элсмир.
В 1950 году начала работу метеорологическая станция. В этом же году во время авиадоставки снабжения станции разбился самолёт канадских ВВС. 9 погибших похоронены в Алерте.
В 1958 году основана военная база США.
30 октября 1991 года в 30 км от базы совершил жёсткую посадку транспортный самолёт Lockheed C-130 Hercules, 4 человека погибло при посадке, 1 замёрз до прибытия спасателей.

## Климат
Климат арктический, исключительно суровый. Только два месяца (июль и август) имеют среднюю положительную температуру воздуха. Зима длится почти круглый год, средняя температура февраля (самого холодного месяца) составляет −33,4. В марте и апреле оттепели за всю историю наблюдений не были замечены.
| Показатель                                                                                     | Янв.  | Фев.  | Март  | Апр.  | Май   | Июнь  | Июль | Авг. | Сен.  | Окт.  | Нояб. | Дек.  | Год   |
| ---------------------------------------------------------------------------------------------- | ----- | ----- | ----- | ----- | ----- | ----- | ---- | ---- | ----- | ----- | ----- | ----- | ----- |
| Абсолютный максимум, °C                                                                        | 0     | 1,1   | −2,2  | −0,2  | 7,8   | 18,2  | 20   | 19,5 | 11,2  | 4,4   | 0,6   | 3,2   | 20    |
| Средний суточный максимум, °C                                                                  | −28,8 | −29,8 | −28,7 | −20,5 | −8,7  | 1,6   | 5,9  | 3,3  | −6    | −15,8 | −22,8 | −26,4 | −14,7 |
| Средняя температура, °C                                                                        | −32,4 | −33,4 | −32,4 | −24,4 | −11,8 | −0,8  | 3,3  | 0,8  | −9,2  | −19,4 | −26,4 | −30,1 | −18   |
| Средний суточный минимум, °C                                                                   | −35,9 | −37   | −36,1 | −28,2 | −14,9 | −3,2  | 0,7  | −1,8 | −12,2 | −22,8 | −30   | −33,7 | −21,3 |
| Абсолютный минимум, °C                                                                         | −48,9 | −50   | −49,4 | −45,6 | −29   | −13,9 | −6,3 | −15  | −28,2 | −39,4 | −43,5 | −46,1 | −50   |
| Норма осадков, мм                                                                              | 6,8   | 6,3   | 7     | 10,3  | 11    | 11,1  | 27,8 | 21,2 | 23,4  | 12,3  | 9,7   | 6,8   | 153,8 |
| Источник: http://www.climate.weatheroffice.ec.gc.ca/climate_normals/results_e.html?Province=NU |       |       |       |       |       |       |      |      |       |       |       |       |       |